# 倉敷繊維加工
倉敷繊維加工株式会社（くらしきせんいかこう、英語：Kurashiki Textile Manufacturing Co., Ltd.）は、日本の繊維製品メーカー。旧社名は山陽レース株式会社（さんようれーす、英語：Sanyo Lace Co., Ltd.）。

## 概要
繊維製品メーカーであり、主として不織布、ニット製品、生活用品、補強ネットなどの製造を手掛けている。1950年代より不織布の商品開発を開始し、同時期に参入した日本クロス工業、金星製紙、金井重要工業、富士帽子工業、日本フエルト工業、日本フエルト、辻富麻紡績などと並んで、日本の不織布業界の黎明期から存在する古参企業のひとつとして知られている。
大原財閥の流れを汲み、倉敷紡績を中核とするクラボウグループの一角を占める。かつては岡山県倉敷市に本社を置いていたが、いったん岡山県岡山市に移し、現在は大阪府大阪市に所在する。ただ、現在も岡山県に生産拠点が複数置かれており、倉敷市の倉敷工場や都窪郡早島町の早島工場が操業している。社章は、社名のローマ字の頭文字「K」と「S」とを図案化したものである。

## 特徴
設立直後はレースの製造と輸出販売を主としていたが、1960年に旭町工場に不織布製造設備を設置するなど、本格的に不織布の製造・販売に参入した。その後、「クランボン」や「クラングラフト」などのブランドを展開するなど、衣料品分野や資材分野で不織布事業を手掛けている。また、ニット製品の製造・販売も行っており、クラボウとして「リンパーノ」などのブランドも展開している。そのほか、補強用の繊維資材である補強ネットの製造・販売も行っており、クラボウとして「クレネット」などのブランドも展開している。
2012年、日本原子力研究開発機構との共同研究により、水に溶けた放射性セシウムだけを選択的に吸着する捕集材の開発に成功した。この研究成果を生かし、その捕集材を充填したカートリッジを開発するなど、製品化に成功した。これらの研究を通じて「井戸水や沢水などを水源としている方々の『水の安心』に寄与できる」 としている。

## 拠点
- 本社（大阪市中央区）
- 東京支店（東京都千代田区）
- 倉敷工場（岡山県倉敷市）
- 早島工場（岡山県都窪郡早島町）
- 静岡工場（静岡県掛川市）
- 佛山倉敷繊維加工有限公司（中国 広東省）

## 沿革
- 1948年 - 岡山県倉敷市にて「山陽レース株式会社」設立。
- 1960年 - 「倉敷繊維加工株式会社」に社名変更。
- 1974年 - 静岡工場完成。
- 1989年 - 倉敷工場完成。
- 1989年 - 御船工場廃止。
- 1995年 - 早島工場完成。
- 1995年 - 旭町工場廃止。
- 1995年 - 岡山県岡山市に本社移転。
- 1997年 - 大阪府大阪市に本社移転。
- 2002年 - 静岡工場がISO14001認証取得。
- 2003年 - フィルター部門がISO9001認証取得。
- 2005年 - 不織布の開発・製造・販売についてISO9001認証取得。
- 2006年 - 不織布・生活資材関連製品の開発・製造・販売についてISO9001認証更新・拡大認証。
- 2007年 - クレネット部門がISO9001認証取得。
- 2009年 - 早島工場がISO14001認証取得。
- 2010年 - 倉敷工場がISO14001認証取得。
- 2018年 - 海外拠点「佛山倉敷繊維加工有限公司」(中国 広東省）を設立。